# Rosecrans (Metro de Los Ángeles)
Rosecrans es una estación  de autobuses de tránsito rápido en la línea Plata del Metro de Los Ángeles. La estación se encuentra localizada en El Harbor Transitway en la Interestatal 110 en la intersección con la avenida Rosecrans en Los Ángeles, California. La estación es administrada por el Autoridad de Transporte Metropolitano del Condado de Los Ángeles.

## Servicios

### Conexiones
- Metro Express: 550

Servicios en la avenida Rosecrans
- Metro Local: 125